# Arenaria polytrichoides
Espèce

Arenaria polytrichoides est une espèce de plantes dicotylédones de la famille des Caryophyllaceae, originaire d'Asie.
Ce sont des plantes herbacées vivaces poussant en coussins hémisphériques compacts de 1 à 1,5 cm de diamètre. Cette espèce se rencontre dans les montagnes himalayennes, entre 3500 et 5300 mètres  d'altitude.

## Liste des variétés
Selon Catalogue of Life (28 avril 2019) :
- Arenaria polytrichoides var. densissima (Wall.) R. Kr. Singh & Diwakar